# Rodrigo Gomes
Rodrigo Martins Gomes (Póvoa de Varzim, 7 luglio 2003) è un calciatore portoghese, attaccante del Wolverhampton e della nazionale Under-21 portoghese.

## Caratteristiche tecniche
È un'ala destra che si può adattare anche come esterno di centrocampo e, all'occorrenza, anche come terzino destro.

## Carriera

### Club

#### Braga
Cresce nel settore giovanile del Braga, debutta in prima squadra il 3 ottobre 2020, subentrando nei minuti finali dell'incontro di Primeira Liga vinto 4-0 contro il Tondela. Il 14 dicembre successivo disputa la sua prima gara da titolare, nel quarto turno di Coppa contro il Montijo, dove fornisce anche un assist (7-0). Conclude la sua prima stagione nei professionisti con 6 presenze. 
Nella stagione successiva, viene inizialmente impiegato con la squadra B in Terceira Liga dove mette a segno 5 reti in 15 partite, per poi passare in pianta stabile in prima squadra. Il 17 febbraio 2022 fa il suo debutto nelle competizioni europee disputando, da titolare, lo Spareggio d'andata di Europa League contro lo Sheriff, perso per 2-0. Chiude l'annata con 33 presenze e 5 reti. Il 21 agosto 2022 segna la sua prima rete con il Braga nella vittoria casalinga per 5-0 contro il Marítimo. Si ripete anche il 25 aprile 2023 nella semifinale di ritorno di Coppa, andando a segno contro il Nacional (2-2). Conclude la stagione con 27 presenze e 2 reti.

#### Estoril Praia
Il 4 agosto 2023 viene ufficializzato il suo passaggio all'Estoril Praia, in prestito annuale. Debutta con la nuova squadra nove giorni dopo, nella prima partita di campionato contro l'Arouca, persa per 4-3. Segna la sua prima rete il 1º ottobre successivo, fornendo anche un assist, nella sconfitta esterna contro il Vitória Guimarães (3-2). Il 22 ottobre realizza la sua prima doppietta in carriera, nel terzo turno di Coppa contro il Sintrense (5-0). Il 10 dicembre si ripete, mettendo a referto due reti e due assist nella vittoria per 4-0 contro il Chaves.
Wolverhampton
Nell'estate del 2024 viene ceduto al Wolverhampton per 15 milioni di euro, con cui firma un contratto valido fino al 30 giugno 2029. Il 22 dicembre 2024 segna il suo primo goal nella vittoria in trasferta contro il Leicester City sul risultato di 0-3.

### Nazionale
Nel 2018 e 2019 viene convocato dalla Nazionale Under-16, con la quale colleziona otto presenze ed una rete, il 10 maggio 2019 contro il Belgio (1-2). Nello stesso anno e nel 2020 viene convocato anche con la Nazionale Under-17, andando subito a segno e con un assist in amichevole contro l'Estonia (2-0) e il 10 febbraio 2020 segna una doppietta alla Germania (2-0), nella fase a gironi del Torneio Algarve.
Nel 2021 riceve la convocazione della Nazionale Under-18, con la quale disputa due partite segnando una rete, e della Nazionale Under-19 disputando sei partite amichevoli.
Nel 2022 ed inizio 2023 viene convocato dalla Nazionale Under-20, con la quale debutta il 23 settembre 2022 contro l'Italia nel Torneo Otto Nazioni (1-2). Quattro giorni dopo segna anche la sua prima rete nella sconfitta esterna contro la Polonia (3-1).
Nel settembre del 2023 riceve la prima convocazione con la Nazionale Under-21, debuttando il 12 settembre nella sfida esterna contro la Bielorussia, mettendo a segno anche la sua prima rete, valida per le qualificazioni agli Europei. Si ripete anche il 13 ottobre sempre contro la Bielorussia nella vittoria per 6-1, e quattro giorni dopo nella sfida contro la Grecia servendo anche un assist (2-0).

## Statistiche

### Presenze e reti nei club
Statistiche aggiornate al 5 maggio 2024.
| Stagione        | Squadra         | Campionato      | Campionato | Campionato | Coppe nazionali | Coppe nazionali | Coppe nazionali | Coppe continentali | Coppe continentali | Coppe continentali | Altre coppe | Altre coppe | Altre coppe | Totale | Totale | Totale |
| Stagione        | Squadra         | Comp            | Pres       | Reti       | Comp            | Pres            | Reti            | Comp               | Pres               | Reti               | Comp        | Pres        | Reti        | Pres   | Reti   |        |
| --------------- | --------------- | --------------- | ---------- | ---------- | --------------- | --------------- | --------------- | ------------------ | ------------------ | ------------------ | ----------- | ----------- | ----------- | ------ | ------ | ------ |
| 2021-2022       | Braga B         | TD              | 15         | 5          | -               | -               | -               | -                  | -                  | -                  | -           | -           | -           | 15     | 5      |        |
| 2020-2021       | Braga           | PL              | 4          | 0          | CP+CdL          | 1+1             | 0               | -                  | -                  | -                  | -           | -           | -           | 6      | 0      |        |
| 2021-2022       | Braga           | PL              | 12         | 0          | CP+CdL          | 0               | 0               | UEL                | 6                  | 0                  | -           | -           | -           | 18     | 0      |        |
| 2022-2023       | Braga           | PL              | 15         | 1          | CP+CdL          | 3+3             | 1+0             | UEL+UECL           | 5+1                | 0                  | -           | -           | -           | 27     | 2      |        |
| Totale Braga    | Totale Braga    | Totale Braga    | 31         | 1          |                 | 8               | 1               |                    | 12                 | 0                  |             | -           | -           | 51     | 2      |        |
| 2023-2024       | Estoril Praia   | PL              | 30         | 7          | CP+CdL          | 3+3             | 2+0             | -                  | -                  | -                  | -           | -           | -           | 36     | 9      |        |
| 2024-2025       | Wolverhampton   | PL              | 25         | 2          | FACup+CdL       | 2+1             | 1+0             | -                  | -                  | -                  | -           | -           | -           | 28     | 3      |        |
| Totale carriera | Totale carriera | Totale carriera | 101        | 15         |                 | 17              | 4               |                    | 12                 | 0                  |             | -           | -           | 130    | 19     |        |

### Cronologia presenze e reti in nazionale
| Cronologia completa delle presenze e delle reti in nazionale ― Portogallo under 21 | Cronologia completa delle presenze e delle reti in nazionale ― Portogallo under 21 | Cronologia completa delle presenze e delle reti in nazionale ― Portogallo under 21 | Cronologia completa delle presenze e delle reti in nazionale ― Portogallo under 21 | Cronologia completa delle presenze e delle reti in nazionale ― Portogallo under 21 | Cronologia completa delle presenze e delle reti in nazionale ― Portogallo under 21 | Cronologia completa delle presenze e delle reti in nazionale ― Portogallo under 21 | Cronologia completa delle presenze e delle reti in nazionale ― Portogallo under 21 |
| Data                                                                               | Città                                                                              | In casa                                                                            | Risultato                                                                          | Ospiti                                                                             | Competizione                                                                       | Reti                                                                               | Note                                                                               |
| ---------------------------------------------------------------------------------- | ---------------------------------------------------------------------------------- | ---------------------------------------------------------------------------------- | ---------------------------------------------------------------------------------- | ---------------------------------------------------------------------------------- | ---------------------------------------------------------------------------------- | ---------------------------------------------------------------------------------- | ---------------------------------------------------------------------------------- |
| 12-9-2023                                                                          | Armavir                                                                            | Bielorussia under 21                                                               | 0 – 5                                                                              | Portogallo under 21                                                                | Qual. Europeo Under-21 2025                                                        | 1                                                                                  | 46’                                                                                |
| 13-10-2023                                                                         | Barcelos                                                                           | Portogallo under 21                                                                | 6 – 1                                                                              | Bielorussia under 21                                                               | Qual. Europeo Under-21 2025                                                        | 1                                                                                  |                                                                                    |
| 17-10-2023                                                                         | Guimarães                                                                          | Portogallo under 21                                                                | 2 – 0                                                                              | Grecia under 21                                                                    | Qual. Europeo Under-21 2025                                                        | 1                                                                                  | 45’                                                                                |
| 20-11-2023                                                                         | Tripoli                                                                            | Grecia under 21                                                                    | 2 – 1                                                                              | Portogallo under 21                                                                | Qual. Europeo Under-21 2025                                                        | -                                                                                  | 82’                                                                                |
| 21-3-2024                                                                          | Faro                                                                               | Portogallo under 21                                                                | 4 – 0                                                                              | Fær Øer under 21                                                                   | Qual. Europeo Under-21 2025                                                        | -                                                                                  | 64’                                                                                |
| 26-3-2024                                                                          | Faro                                                                               | Portogallo under 21                                                                | 5 – 1                                                                              | Croazia under 21                                                                   | Qual. Europeo Under-21 2025                                                        | -                                                                                  | 70’                                                                                |
| 10-9-2024                                                                          | Karlovac                                                                           | Croazia under 21                                                                   | 0 – 2                                                                              | Portogallo under 21                                                                | Qual. Europeo Under-21 2025                                                        | -                                                                                  |                                                                                    |
| 11-10-2024                                                                         | Klaksvík                                                                           | Fær Øer under 21                                                                   | 1 – 3                                                                              | Portogallo under 21                                                                | Qual. Europeo Under-21 2025                                                        | -                                                                                  | 60’                                                                                |
| 15-10-2024                                                                         | Andorra la Vella                                                                   | Andorra under 21                                                                   | 1 – 2                                                                              | Portogallo under 21                                                                | Qual. Europeo Under-21 2025                                                        | -                                                                                  | 27’ 46’                                                                            |
| 15-11-2024                                                                         | Alverca do Ribatejo                                                                | Portogallo under 21                                                                | 3 – 3                                                                              | Ucraina under 21                                                                   | Amichevole                                                                         | -                                                                                  | 46’                                                                                |
| 18-11-2024                                                                         | Trenčín                                                                            | Slovacchia under 21                                                                | 1 – 3                                                                              | Portogallo under 21                                                                | Amichevole                                                                         | -                                                                                  | 76’                                                                                |
| 11-6-2025                                                                          | Trenčín                                                                            | Portogallo under 21                                                                | 0 – 0                                                                              | Francia under 21                                                                   | Europeo Under-21 2025 - 1º turno                                                   | -                                                                                  | 60’                                                                                |
| 14-6-2025                                                                          | Trenčín                                                                            | Portogallo under 21                                                                | 5 – 0                                                                              | Polonia under 21                                                                   | Europeo Under-21 2025 - 1º turno                                                   | 1                                                                                  | 46’                                                                                |
| 17-6-2025                                                                          | Trenčín                                                                            | Georgia under 21                                                                   | 0 – 4                                                                              | Portogallo under 21                                                                | Europeo Under-21 2025 - 1º turno                                                   | 1                                                                                  | 82’                                                                                |
| 21-6-2025                                                                          | Žilina                                                                             | Portogallo under 21                                                                | 0 – 1                                                                              | Paesi Bassi under 21                                                               | Europeo Under-21 2025 - Quarti di finale                                           | -                                                                                  | 87’                                                                                |
| Totale                                                                             |                                                                                    | Presenze                                                                           | 15                                                                                 |                                                                                    | Reti                                                                               | 5                                                                                  |                                                                                    |

## Palmarès

### Club

#### Competizioni nazionali
- Coppa del Portogallo: 1

Braga: 2020-2021